# Joseph von Gerlach
Joseph von Gerlach (Mainz, 3 de abril de 1820 – Munique, 17 de dezembro de 1896) foi um anatomista e histologista alemão, professor da Universidade de Erlangen, onde foi reitor de 1865 a 1866.

## Formação e carreira
Gerlach passou sua infância e juventude em Aschaffenburg e estudou medicina a partir de 1837 na Universidade de Würzburgo, Universidade de Munique e Universidade de Berlim. Obteve um doutorado em Munique em 1841. Depois de uma estadia em Viena, retornou a Berlim em 1842 antes de fazer o exame médico estatal na Universidade de Gießen em 1844. Seguiram-se estadias em Paris, Londres e Dublin. Em 1846 estabeleceu-se em Mainz como médico. Sucedeu Gottfried Fleischmann em 1850 como professor de anatomia na Universidade de Erlangen. Chefiou o instituto até 1891. Até Isidor Rosenthal ser nomeado em 1872, também deu aulas de fisiologia. Aposentou-se em 1896.
Gerlach foi um dos fundadores da técnica de coloração histológica e da microfotografia anatômica. Foi o primeiro a mostrar que a respiração cutânea também ocorre em humanos. Uma prega mucosa entre o ceco (Caecum) e o apêndice vermiforme (Appendix vermiformis) é designada como retalho de Gerlach. Em 1872, com seu trabalho sobre a estrutura da massa cinzenta do cérebro, criou a base para pesquisar a arquitetura do córtex.
Em 1850 Gerlach foi eleito para a Academia Leopoldina. Foi desde 1883 membro correspondente da Academia de Ciências da Baviera.
Casado com Therese Moritz em 1847. Seu filho Leo Gerlach também foi anatomista e sucessor de seu pai em Erlangen, sua filha Agnes casou com Hermann Emil Fischer.

## Publicações selecionadas
- Handbuch der allgemeinen und speciellen Gewebelehre des Menschlichen Körpers für Aerzte und Studierende. Eduard Janitzsch, Mainz 1848. (Digitalisat des Nachdrucks von 1850 im Internet Archive, Digitalisat der zweiten Auflage (1854) im Internet Archive, Digitalisat der dritten Auflage (1860) im Internet Archive)
- Mikroskopische Studien aus dem Gebiet der menschlichen Morphologie. 1858.
- Die Photographie als Hülfsmittel mikroskopischer Forschung. 1863.
- Über die Structur der grauen Substanz des menschlichen Grosshirns. Vorläufige Mittheilung. In: Zbl. med. Wiss. Band 10, 1872, S. 273–275.
- Beiträge zur normalen Anatomie des menschlichen Auges. F. C. W. Vogel, Leipzig 1880. (Digitalisat im Internet Archive)
- Handbuch der speciellen Anatomie des Menschen in topographischer Behandlung. Oldenbourg, Leipzig 1891.